# The Body Politic (magazine)
The Body Politic foi uma revista canadiana de periodicidade mensal, publicada de 1971 a 1987. Foi uma das primeiras publicações gay importantes do Canadá e desempenhou um papel proeminente no desenvolvimento da comunidade LGBT no Canadá.

## História
O primeiro número da revista foi publicado no dia 1 de novembro de 1971 por um coletivo informal, a partir da casa de Jearld Moldenhauer, o proprietário da livraria Glad Day. Muitos membros do coletivo tinham estado associados à publicação clandestina Guerilla, que era relativamente simpática para os gays, mas que alienou alguns dos seus colaboradores LGBT quando forçou alterações a um artigo de Moldenhauer sobre o protesto We Demand de 28 de agosto de 1971. Numa reunião, em setembro, da Toronto Gay Alliance, Moldenhauer propôs pela primeira vez a ideia de lançar uma publicação voltada para gays. Alguns dos nomes sugeridos para a nova revista foram Mandala e Radical Pervert ("Pervertido Radical").
Em 1973, a publicação teve problemas com o Toronto Star, que se recusou a publicar um anúncio da revista, justificando-se com a sua política de não aceitar anúncios relacionados com atividades sexuais. The Body Politic recorreu para o Ontario Press Council que determinou que a recusa do Toronto Star "tinha sido discriminatória", ao que o Star respondeu, retaliando com a cessação do contrato para a impressão da revista, que era feita através de uma das suas subsidiárias, a gráfica Newsweb Enterprises.
A revista The Body Politic foi duas vezes acusada de publicar material obsceno, a primeira vez, em 1977, pela publicação do artigo de Gerald Hannon, "Men Loving Boys Loving Men", e, em 1982, pela publicação de um artigo sobre fisting, "Lust with a Very Proper Stranger". As buscas policiais de 1977 geraram protestos internacionais, sobretudo por causa da apreensão da lista de assinantes da revista. Harvey Milk foi um dos organizadores de um protesto em frente ao consulado canadiano em San Francisco. A revista acabou por ser absolvida de ambas as acusações, embora os materiais apreendidos pela polícia no primeiro julgamento só tenham sido devolvidos em 1985.
Em 1982, o vereador Joe Piccininni tentou sem sucesso impedir o acesso de repórteres da revista ao conselho municipal, após uma reportagem de capa sobre as Sisters of Perpetual Indulgence (Irmãs da Indulgência Perpétua, uma organização de protesto que utiliza satiricamente a religião nas suas ações), que Piccininni considerou desrespeitosa do catolicismo Nesse período, a revista também se destacou pela sua cobertura ao aparecimento do HIV/SIDA.
A publicação da revista foi interrompida em 1987, após o lançamento do tablóide Xtra! em 1984.

## Legado
Xtra! expandiu-se em 1993 para lançar as edições gémeas Xtra! West, em Vancouver, e Capital Xtra!, em Ottawa. As três publicações foram impressas até 2015, quando a Pink Triangle Press decidiu que passaria a publicar apenas uma revista online, a Daily Xtra.
Em 2008, The Body Politic foi classificada como a 17ª revista mais influente na história do Canadá pela Masthead, uma revista especializada da indústria editorial canadiana.
Body Politic, uma peça de Nick Green sobre a revista e o seu papel no início do movimento de libertação gay, estreou no teatro Buddies in Bad Times em maio de 2016, e ganhou o prémio Dora Mavor Moore de Melhor Peça em 2017.

## Contribuidores
Alguns dos contribuidores da revista foram Gerald Hannon, Stan Persky, Michael Lynch, Stephen O. Murray, John Greyson, David Rayside, Herbert Spires, Ian Young, Ed Jackson, Sue Golding, Robin Hardy, Richard Summerbell, Thomas Waugh, John Alan Lee e Gary Kinsman.